# Galaxie (Féraud)
Pour les articles homonymes, voir Galaxie (homonymie).
Galaxie est une sculpture contemporaine installée sur l'aire de Bourg-Teyssonge de l'autoroute A40 à Jasseron en France. Son créateur est Albert Féraud.

## Caractéristiques
Fabriquée en acier inoxydable, la sculpture mesure 10 mètres de diamètre. Elle a été installée en 1986.